# Walisische Fußballnationalmannschaft
Die walisische Fußballnationalmannschaft (englisch Wales national football team, walisisch Tîm pêl-droed cenedlaethol Cymru) ist die Auswahl der besten Fußballspieler aus Wales. Sie erreichte ihren größten Erfolg bei der Teilnahme an der WM 1958, als das Team erst im Viertelfinale gegen Brasilien mit 0:1 scheiterte.
Die Mannschaft qualifizierte sich 2016 erstmals für die Endrunde einer Europameisterschaft und konnte bis ins Halbfinale vordringen, welches die Auswahl mit 0:2 gegen den späteren Europameister Portugal verlor. 1976 scheiterte Wales im damals zur Qualifikation zählenden Viertelfinale.
Im Juli 2015 erreichte Wales zum ersten Mal in der Geschichte einen Platz in den Top Ten der FIFA-Weltrangliste.
Der Wappenspruch der walisischen Nationalmannschaft lautet Gorau Chwarae Cyd Chwarae (ˈɡɔrai ˈχwarai kiːd ˈχwarai) – walisisch für Am besten spielen – zusammenspielen.
Mitte Januar 2018 übernahm Ryan Giggs das Traineramt bei den Walisern, mit einem Vertrag bis zur Fußball-Weltmeisterschaft 2022. Nachdem Giggs entlassen worden war, übernahm Ende 2020 Giggs’ Co-Trainer Rob Page die Leitung der Nationalmannschaft.

## Wales bei Weltmeisterschaften
Die Ergebnisse sind aus walisischer Sicht aufgeführt.
| Jahr | Gastgeberland     | Teilnahme bis …    | Letzte(r) Gegner   | Ergebnisse | Trainer      | Bemerkungen und Besonderheiten |
| ---- | ----------------- | ------------------ | ------------------ | ---------- | ------------ | --- |
| 1930 | Uruguay           | nicht teilgenommen |                    |            |              | |
| 1934 | Italien           | nicht teilgenommen |                    |            |              | |
| 1938 | Frankreich        | nicht teilgenommen |                    |            |              | |
| 1950 | Brasilien         | nicht qualifiziert |                    |            |              | In der Qualifikation an England und Schottland gescheitert. Die Qualifikation wurde auch als British Home Championship gewertet. |
| 1954 | Schweiz           | nicht qualifiziert |                    |            |              | In der Qualifikation an England und Schottland gescheitert. Die Qualifikation wurde auch als British Home Championship gewertet. |
| 1958 | Schweden          | Viertelfinale      | Brasilien          | 6.         | Jimmy Murphy | Wales war zunächst in der Qualifikation an der Tschechoslowakei gescheitert, wurde dann Israel zugelost und konnte sich nach zwei Siegen zum ersten Mal für die WM qualifizieren, wo auch zum bisher einzigen Mal alle vier britischen Verbände teilnahmen, von denen neben Wales nur Nordirland das Viertelfinale erreichte. Beide kamen nur durch Entscheidungsspiele um den 2. Platz ins Viertelfinale. |
| 1962 | Chile             | nicht qualifiziert |                    |            |              | In der Qualifikation an Spanien gescheitert. |
| 1966 | England           | nicht qualifiziert |                    |            |              | In der Qualifikation an der Sowjetunion gescheitert |
| 1970 | Mexiko            | nicht qualifiziert |                    |            |              | In der Qualifikation an Europameister Italien gescheitert. |
| 1974 | Deutschland       | nicht qualifiziert |                    |            |              | In der Qualifikation zusammen mit England an Polen gescheitert |
| 1978 | Argentinien       | nicht qualifiziert |                    |            |              | In der Qualifikation an Schottland gescheitert |
| 1982 | Spanien           | nicht qualifiziert |                    |            |              | In der Qualifikation an der Sowjetunion und der Tschechoslowakei gescheitert |
| 1986 | Mexiko            | nicht qualifiziert |                    |            |              | In der Qualifikation an Spanien und Schottland gescheitert |
| 1990 | Italien           | nicht qualifiziert |                    |            |              | In der Qualifikation an den Niederlanden und dem späteren Weltmeister Deutschland gescheitert |
| 1994 | USA               | nicht qualifiziert |                    |            |              | In der Qualifikation an Rumänien und Belgien gescheitert |
| 1998 | Frankreich        | nicht qualifiziert |                    |            |              | In der Qualifikation an den Niederlanden und Belgien gescheitert |
| 2002 | Südkorea/Japan    | nicht qualifiziert |                    |            |              | In der Qualifikation an Polen und der Ukraine gescheitert, die in den Play-offs an Deutschland scheiterte |
| 2006 | Deutschland       | nicht qualifiziert |                    |            |              | In der Qualifikation an England und Polen gescheitert |
| 2010 | Südafrika         | nicht qualifiziert |                    |            |              | In der Qualifikation an Deutschland und Russland gescheitert, das in den Play-offs ebenfalls scheiterte. |
| 2014 | Brasilien         | nicht qualifiziert |                    |            |              | In der Qualifikation an Belgien und Kroatien gescheitert |
| 2018 | Russland          | nicht qualifiziert |                    |            |              | In der Qualifikation an Serbien und Irland gescheitert, das in den Playoffs an Dänemark scheiterte. |
| 2022 | Katar             | Vorrunde           | USA, Iran, England | 30.        | Rob Page     | In der Qualifikation im Play-off-Finale gegen die Ukraine durchgesetzt. Im Turnier nach einem Remis gegen die USA und Niederlagen gegen den Iran und gegen England in der Vorrunde gescheitert. |
| 2026 | Kanada/Mexiko/USA |                    |                    |            |              | In der Qualifikation treffen die Waliser auf Belgien, Nordmazedonien, Kasachstan und Liechtenstein. |

## Wales bei Europameisterschaften
Wales qualifizierte sich 2016 erstmals für die Teilnahme an einer Endrunde. Das beste Ergebnis bis dahin war das Erreichen des Viertelfinales 1976, das noch vor der eigentlichen Endrunde ausgetragen wurde. In der Fußball-Europameisterschaft 2016 schoss Gareth Bale gegen die Slowakei das erste Tor von Wales in einer Europameisterschaft.
| Jahr | Gastgeberland           | Teilnahme bis …    | Letzte(r) Gegner | Ergebnis  | Bemerkungen und Besonderheiten |
| ---- | ----------------------- | ------------------ | ---------------- | --------- | --- |
| 1960 | Frankreich              | nicht teilgenommen |                  |           | |
| 1964 | Spanien                 | nicht qualifiziert |                  |           | In der Vorrunde an Ungarn gescheitert. |
| 1968 | Italien                 | nicht qualifiziert |                  |           | In der Qualifikation, die gleichzeitig als British Home Championship ausgetragen wurde, am späteren Dritten England gescheitert. |
| 1972 | Belgien                 | nicht qualifiziert |                  |           | In der Qualifikation an Rumänien gescheitert, das sich ebenfalls nicht für die Endrunde qualifizieren konnte. |
| 1976 | Jugoslawien             | nicht qualifiziert |                  |           | Im Viertelfinale am Gastgeber und späteren Vierten gescheitert. |
| 1980 | Italien                 | nicht qualifiziert |                  |           | In der Qualifikation am späteren Europameister Deutschland gescheitert |
| 1984 | Frankreich              | nicht qualifiziert |                  |           | In der Qualifikation an Jugoslawien gescheitert |
| 1988 | BR Deutschland          | nicht qualifiziert |                  |           | In der Qualifikation an Dänemark gescheitert. |
| 1992 | Schweden                | nicht qualifiziert |                  |           | In der Qualifikation an Weltmeister Deutschland gescheitert. |
| 1996 | England                 | nicht qualifiziert |                  |           | In der Qualifikation am späteren Europameister Deutschland und Bulgarien gescheitert. |
| 2000 | Niederlande und Belgien | nicht qualifiziert |                  |           | In der Qualifikation an Italien und Dänemark gescheitert. |
| 2004 | Portugal                | nicht qualifiziert |                  |           | In der Qualifikation an Italien und in der Relegation an Russland gescheitert. |
| 2008 | Österreich und Schweiz  | nicht qualifiziert |                  |           | In der Qualifikation an Tschechien und Deutschland gescheitert. |
| 2012 | Polen und Ukraine       | nicht qualifiziert |                  |           | In der Qualifikation an England und Montenegro gescheitert. |
| 2016 | Frankreich              | Halbfinale         | Portugal         | 0:2 (0:0) | In der Qualifikation setzte sich Wales gemeinsam mit Belgien durch. Die Vorrunde wurde mit dem Gruppensieg vor England, der Slowakei und Russland gekrönt. Nach Siegen über Nordirland und die hoch favorisierten Belgier wurde Wales erst im Halbfinale von Portugal gestoppt.                                                             |
| 2021 | Europa                  | Achtelfinale       | Dänemark         | 0:4 (0:1) | Wales hatte sich mit dem Millennium Stadium in Cardiff auch für die Austragung von Endrundenspielen beworben, wurde aber nicht berücksichtigt. Nach einem Remis gegen die Schweiz, einem Sieg gegen die Türkei und einer Niederlage gegen Italien qualifizierte sich Wales für das EM-Achtelfinale, in welchem Wales gegen Dänemark verlor. |
| 2024 | Deutschland             | nicht qualifiziert |                  |           | In der Qualifikation traf Wales auf Kroatien, Lettland, Armenien und die Türkei. Als Gruppendritter wurde die direkte Qualifikation verpasst. In den Play-Offs gewann Wales im Halbfinale mit 4:1 gegen Finnland und verlor im Finale gegen Polen.                                                                                          |

## UEFA Nations League
- 2018/19: Liga B, 2. Platz mit 2 Siegen und 2 Niederlagen
- 2020/21: Liga B, 1. Platz mit 5 Siegen und 1 Remis
- 2022/23: Liga A, 4. Platz mit 1 Remis und 5 Niederlagen
- 2024/25: Liga B, 1. Platz mit je 3 Siegen und Remis

## Aktueller Kader
Kader für das WM-Qualifikationsspiele gegen Kasachstan und Nordmazedonien im März 2025
| Nr. 1      | Name             | Geburtstag         | Spiele 2 | Tore 2  | Verein 3          | Debüt   | Letztes Spiel     |
| Torwart    | Torwart          | Torwart            | Torwart  | Torwart | Torwart           | Torwart | Torwart           |
| ---------- | ---------------- | ------------------ | -------- | ------- | ----------------- | ------- | ----------------- |
| 01         | Karl Darlow      | 8. Oktober 1990    | 5        | 0       | Leeds United      | 2024    | 25. März 2025     |
| 21         | Adam Davies      | 17. Juli 1992      | 5        | 0       | Sheffield United  | 2019    | 6. Juni 2024      |
| 12         | Danny Ward       | 22. Juni 1993      | 44       | 0       | Leicester City    | 2016    | 19. November 2024 |
| Abwehr     |                  |                    |          |         |                   |         |                   |
| 05         | Ben Cabango      | 30. Mai 2000       | 12       | 0       | Swansea City      | 2020    | 19. November 2024 |
|            | Jay Dasilva      | 22. April 1998     | 2        | 0       | Coventry City     | 2024    | 9. Juni 2024      |
| 04         | Ben Davies       | 24. April 1993     | 94       | 3       | Tottenham Hotspur | 2012    | 25. März 2025     |
| 02         | Chris Mepham     | 5. November 1997   | 48       | 0       | FC Sunderland     | 2018    | 25. März 2025     |
| 14         | Connor Roberts   | 23. September 1995 | 61       | 3       | FC Burnley        | 2018    | 22. März 2025     |
| 06         | Joe Rodon        | 22. Oktober 1997   | 52       | 0       | Leeds United      | 2019    | 25. März 2025     |
| 03         | Neco Williams    | 13. April 2001     | 46       | 4       | Nottingham Forest | 2020    | 25. März 2025     |
| Mittelfeld |                  |                    |          |         |                   |         |                   |
| 07         | Joe Allen        | 14. März 1990      | 77       | 2       | Swansea City      | 2009    | 25. März 2025     |
|            | Kai Andrews      | 6. August 2006     | 0        | 0       | FC Motherwell     | –       | –                 |
| 10         | David Brooks     | 8. Juli 1997       | 33       | 5       | AFC Bournemouth   | 2017    | 25. März 2025     |
|            | Oli Cooper       | 14. Dezember 1999  | 5        | 0       | Swansea City      | 2023    | 14. Oktober 2024  |
| 17         | Jordan James     | 2. Juli 2004       | 18       | 0       | Stade Rennes      | 2023    | 25. März 2025     |
| 22         | Josh Sheehan     | 30. März 1995      | 12       | 0       | Bolton Wanderers  | 2020    | 25. März 2025     |
| 19         | Sorba Thomas     | 25. Januar 1999    | 16       | 0       | FC Nantes         | 2021    | 25. März 2025     |
| Sturm      |                  |                    |          |         |                   |         |                   |
| 23         | Nathan Broadhead | 5. April 1998      | 14       | 2       | Ipswich Town      | 2023    | 25. März 2025     |
| 15         | Liam Cullen      | 23. April 1999     | 8        | 2       | Swansea City      | 2023    | 22. März 2025     |
| 18         | Mark Harris      | 29. Dezember 1998  | 10       | 0       | Oxford United     | 2021    | 22. März 2025     |
| 20         | Daniel James     | 10. November 1997  | 57       | 8       | Leeds United      | 2018    | 25. März 2025     |
| 11         | Brennan Johnson  | 23. Mai 2001       | 35       | 5       | Tottenham Hotspur | 2020    | 25. März 2025     |
| 16         | Lewis Koumas     | 19. September 2005 | 5        | 0       | Stoke City        | 2024    | 16. November 2024 |
| 08         | Tom Lawrence     | 13. Januar 1994    | 23       | 3       | Glasgow Rangers   | 2015    | 27. März 2021     |
| 09         | Rabbi Matondo    | 9. September 2000  | 14       | 1       | Hannover 96       | 2018    | 25. März 2025     |
| 13         | Kieffer Moore    | 8. August 1992     | 48       | 13      | Sheffield United  | 2019    | 25. März 2025     |

## Trainer
- Walley Barnes (1954–1955)
- Jimmy Murphy (1956–1964)
- Dave Bowen (1964, 1965–1974)
- Ron Burgess (1965)
- Mike Smith (1974–1979, 1994–1995)
- Mike England (1979–1987)
- David Williams (1988)
- Terry Yorath (1988–1993)
- John Toshack (1994, 2004–2010)
- Bobby Gould (1995–1999)
- Neville Southall (1999)
- Mark Hughes (1999–2004)
- Brian Flynn (2010)
- Gary Speed (2010–2011)
- Chris Coleman (2012–2017)
- Ryan Giggs (2018–2022)
- Rob Page (2020–2024)
- Craig Bellamy (seit 2024)

## Rekordspieler
(Stand: 25. März 2025)
Am 25. November 2022 löste Gareth Bale den langjährigen Rekordnationalspieler Chris Gunter als Rekordhalter ab.
| Spiele | Spieler          | Zeitraum   | Tore |
| ------ | ---------------- | ---------- | ---- |
| 111    | Gareth Bale      | 2006–2022  | 41   |
| 109    | Chris Gunter     | 2007–2022  | 0    |
| 109    | Wayne Hennessey  | 2007–aktiv | 0    |
| 94     | Ben Davies       | 2008-aktiv | 2    |
| 92     | Neville Southall | 1982–1997  | 0    |
| 86     | Aaron Ramsey     | 2008-aktiv | 21   |
| 86     | Ashley Williams  | 2008–2019  | 2    |
| 85     | Gary Speed †     | 1990–2004  | 7    |
| 78     | Craig Bellamy    | 1998–2013  | 19   |
| 77     | Joe Allen        | 2009–2022  | 2    |
| 77     | Joe Ledley       | 2005–2018  | 4    |
| 75     | Dean Saunders    | 1986–2001  | 22   |
| 73     | Peter Nicholas   | 1979–1992  | 2    |
| 73     | Ian Rush         | 1980–1996  | 28   |
| 72     | Mark Hughes      | 1984–1999  | 16   |
| 72     | Joey Jones       | 1976–1986  | 1    |
| 68     | Ivor Allchurch † | 1951–1966  | 23   |
| 66     | Brian Flynn      | 1975–1984  | 7    |
| 65     | Andy Melville    | 1989–2004  | 3    |
| 64     | Ryan Giggs       | 1991–2007  | 12   |
| 64     | Sam Vokes        | 2008–2019  | 11   |

Gareth Bale löste am 22. März 2018 durch drei Tore beim 6:0 gegen China Ian Rush als walisischen Rekordtorschützen ab.
| Tore | Spieler          | Zeitraum   | Spiele |
| ---- | ---------------- | ---------- | ------ |
| 41   | Gareth Bale      | 2006–2022  | 111    |
| 28   | Ian Rush         | 1980–1996  | 73     |
| 23   | Ivor Allchurch † | 1951–1966  | 68     |
| 23   | Trevor Ford †    | 1947–1957  | 38     |
| 22   | Dean Saunders    | 1986–2001  | 75     |
| 21   | Aaron Ramsey     | 2008–aktiv | 86     |
| 19   | Craig Bellamy    | 1998–2013  | 78     |
| 16   | Robert Earnshaw  | 2002–2012  | 59     |
| 16   | Mark Hughes      | 1984–1999  | 72     |
| 16   | Cliff Jones      | 1954–1970  | 59     |
| 15   | John Charles †   | 1950–1965  | 38     |
| 14   | John Hartson     | 1997–2005  | 51     |
| 13   | Kieffer Moore    | 2019–aktiv | 48     |